# Портрет Максима Ивановича Дамаса
«Портрет Максима Ивановича Дамаса» — картина Джорджа Доу и его мастерской из Военной галереи Зимнего дворца.
Картина представляет собой погрудный портрет генерал-майора барона Максанса де Дамаса (в русской традиции его имя пишется как Максим Иванович Дамас) из состава Военной галереи Зимнего дворца.
С начала Отечественной войны 1812 года полковник Дамас командовал батальоном в лейб-гвардии Семёновском полку, был ранен в Бородинском сражении. С декабря 1812 года командовал Астраханским гренадерским полком и гренадерской бригадой, во главе которых принял участие в Заграничных походах 1813—1814 годов, за отличие в Битве народов под Лейпцигом был произведён в генерал-майоры, а за взятие Парижа получил орден Св. Георгия 3-го класса. По окончании Наполеоновских войн остался во Франции и поступил на королевскую службу.
Изображён в генеральском мундире, введённом для пехотных генералов 7 мая 1817 года — этот мундир изображён ошибочно, поскольку Дамас уволился с русской службы в 1814 году, то он должен быть изображён в мундире образца 1808 года с двумя рядами пуговиц. На шее крест ордена Св. Георгия 3-го класса; справа на груди серебряная медаль «В память Отечественной войны 1812 года» на Андреевской ленте и звезда ордена Св. Александра Невского. С тыльной стороны картины надпись: Damas. Подпись на раме: Баронъ М. И. де Дамас, Генералъ Маiоръ. При изображении наград художник пропустил орден Св. Владимира 3-й степени, награждение которым Дамаса состоялось 22 января 1814 года.

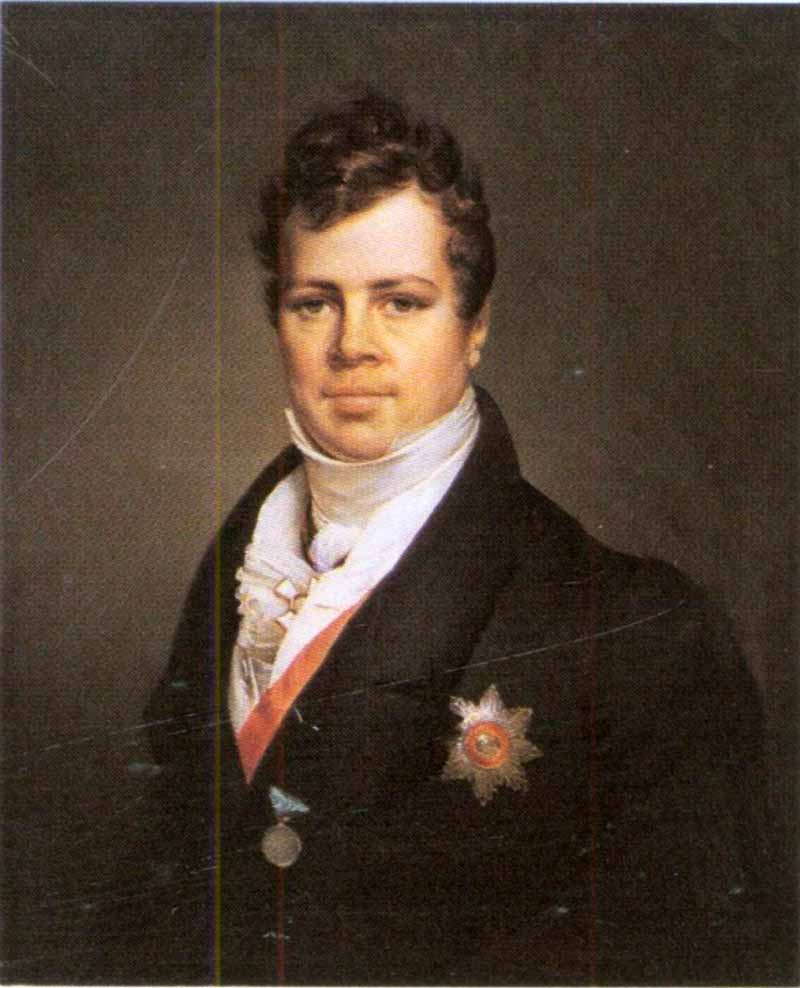
К. К. Штейбен. Портрет барона О.-Г.-М. Дамаса. Русский музей.

7 августа 1820 года Комитетом Главного штаба по аттестации барон Дамас был включён в список «генералов, о которых Комитет не решается делать заключения, так как они находятся в иностранной службе» и 28 февраля 1823 года император Александр I приказал написать его портрет.
Поскольку Дамас в момент написания портрета являлся министром иностранных дел Франции, то для написания его портрета потребовался прототип, который был заказан находящемуся в то время в Париже художнику К. К. Штейбену. Портрет Штейбеном был исполнен около 1824—1826 годов и выслан в Санкт-Петербург, где с ним работал Доу. Впоследствии портрет работы Штейбена оказался в Елагинском дворце, авторство его было утеряно; в 1930 году он был передан в Русский музей, где числился работой неизвестного художника. Авторство Штейбена определено Ю. Г. Епатко в 2007 году; научная экспертиза, проведённая в Русском музее, подтвердила его выводы. Портрет хранится в фондах Русского музея («Портрет барона О.-Г.-М. Дамаса». Холст, масло, 73 × 56 см, инвентарный № Ж-4833).
Гонорар Доу был выплачен 19 мая 1826 года и 21 июня 1827 года. Готовый портрет был принят в Эрмитаж 8 июля 1827 года. Поскольку предыдущая сдача готовых портретов в Эрмитаж состоялась 18 октября 1826 года, то галерейный портрет Дамаса можно считать исполненным между этими датами.